# Do or Die (filme de 2003)
Do or Die (br:A Praga) é um filme canadense, feito para a televisão, do ano de 2003, dos gêneros ficção científica, ação e drama, dirigido por David Jackson.

## Enredo
Num futuro próximo, um novo vírus ataca a humanidade. Sua ação é acelerar incrivelmente o envelhecimento e causar a morte rapidamente. Existe uma medicação que impede sua ação mas, esta sob o controle de uma única empresa que detém o monopólio. A humanidade se divide entre os sãos e os infectados, sendo que Jake, usa expedientes ilegais para passar por não contamindo. Quando sua mulher fica grávida, é perseguida pelos crimes do marido.

## Elenco
- Shawn Doyle.......Detetive Alan Yann
- Polly Shannon.......Ruth Hennessey
- Nigel Bennett.......Ethan Grant
- Guylaine St-Onge.......Iona
- Alan Van Sprang.......Tink
- Christopher Tai.......Kenji
- Kristin Fairlie.......Fatima
- Salvatore Antonio.......Detetive Ogilvy
- Lyrig Banh.......Capitão Mueller
- Eric Peterson.......Henry Chesser
- Cherilee Taylor.......Rachael Underwood
- Anthony Lemke.......Jack Hennessey
- Bruce Deller.......Velho Jack
- Lynne Griffin.......Blanche
- Aislinn Paul.......Heather
- Jeffrey Hirschfield.......Logochi
- Michael Filipowich.......Crisp
- Brenda Robins.......Prefeito Sloan
- Dom Flore.......Sr. Levinson
- Jake Brochman.......Travis Hennessey